# Tadeusz Maćkowiak
Tadeusz Maćkowiak  (ur. 21 sierpnia 1949 r. w Kwiejcach, zm. 4 lutego 1986 r. we Wrocławiu) – polski matematyk.

## Życiorys
Urodzony 21 sierpnia 1949 r. w Kwiejcach jako drugie z sześciu dzieci Józefa i Teodory. Szkołę podstawową i średnią ukończył w Drezdenku, a od 1967 do 1972 r. studiował matematykę na Uniwersytecie Wrocławskim i po uzyskaniu dyplomu podjął na tej samej uczelni pracę, a jednocześnie od 1977 r. był nauczycielem matematyki w III LO we Wrocławiu. Stopień doktora uzyskał w 1974 r., habilitował się w 1980 r., dwa lata później został docentem. Od 1984 r. był prodziekanem Wydziału Matematyki, Fizyki i Chemii Uniwersytetu Wrocławskiego.
Członek Polskiego Towarzystwa Matematycznego od 1973 r., a od 1979 r. Amerykańskiego Towarzystwa Matematycznego, ponadto w latach 1972-1980 należał do Związku Nauczycielstwa Polskiego, a następnie do NSZZ „Solidarność”. 
Od 1972 r. żonaty z Anną, para miała dwoje dzieci.
Zmarł 4 lutego 1986 r. we Wrocławiu z powodu zawału serca i został pochowany na Cmentarzu Osobowickim we Wrocławiu.

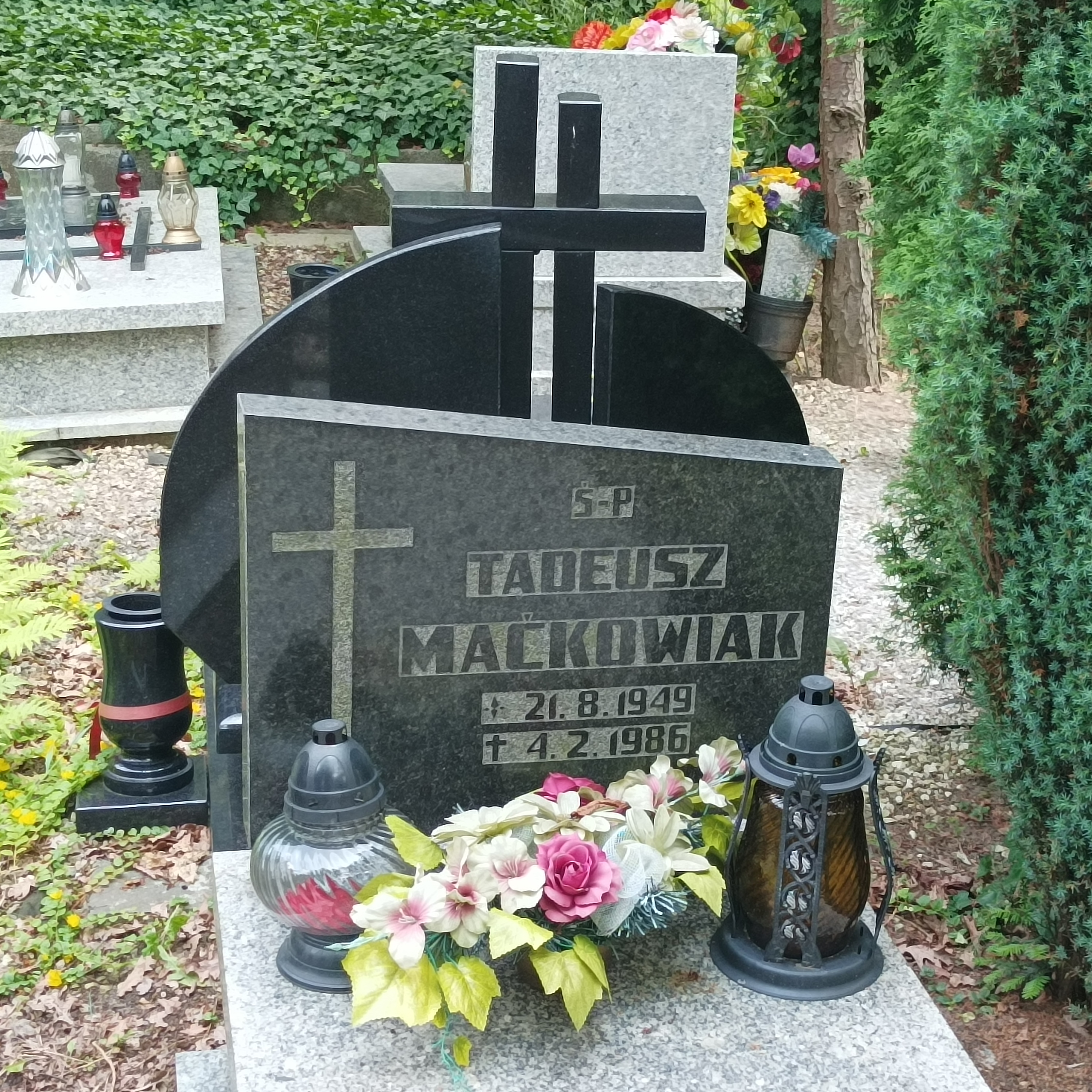
Grób prof. Tadeusza Maćkowiaka na Cmentarzu Osobowickim